# Hrvatski knezovi
| Knezovi Panonske Hrvatske | Knezovi Panonske Hrvatske | Knezovi Panonske Hrvatske |
| Slika                     | Ime                       | Vladavina                 |
| ------------------------- | ------------------------- | ------------------------- |
|                           | Vojnomir                  | 8. stoljeće               |
|                           | Ljudevit Posavski         | ? – 823.                  |
|                           | Ratimir                   | 829. – 838.               |
|                           | Braslav                   | 880. – 897./898.          |

| Knezovi Primorske Hrvatske | Knezovi Primorske Hrvatske | Knezovi Primorske Hrvatske |
| Slika                      | Ime                        | Vladavina                  |
| -------------------------- | -------------------------- | -------------------------- |
|                            | Porga                      | kraj 7. stoljeća           |
|                            | Višeslav                   | oko 800.                   |
|                            | Borna                      | oko 810. – 821.            |
|                            | Vladislav                  | 821. – 823.                |
|                            | Ljudemisl                  | 823. – 835.                |
|                            | Mislav                     | oko 835. – oko 845.        |
|                            | Trpimir I.                 | oko 845. – 864.            |
|                            | Domagoj                    | 864. – 876.                |
|                            | Inoslav                    | 876. – 878.                |
|                            | Zdeslav                    | 878. – 879.                |
|                            | Branimir                   | 879. – 892.                |
|                            | Muncimir                   | 892. – 910.                |
|                            | Tomislav                   | 910. – 925.                |

## Povezano
- Hrvatski vladari
- Panonska Hrvatska
- Primorska Hrvatska